# Liste des sites mégalithiques des Hébrides extérieures
Cette liste non exhaustive recense les principaux sites mégalithiques des Hébrides extérieures.

## Cartographie
Localisation des principaux sites mégalithiques des Hébrides extérieures
| : Complexes mégalithiques · : Alignements, henges, cromlechs · : Dolmens, menhirs, tumulus, cairns · |

## Liste
| Site           | Type                   | Notes                                   | Coordonnées                 | Image |
| -------------- | ---------------------- | --------------------------------------- | --------------------------- | ----- |
| Barpa Langass  | Cairn                  |                                         | 57° 34′ 15″ N, 7° 17′ 30″ O |       |
| Calanais       | Site mégalithique      | Arrangement complexe de 50 pierres      | 58° 11′ 49″ N, 6° 44′ 42″ O |       |
| Calanais II    | Cromlech               |                                         | 58° 11′ 30″ N, 6° 42′ 06″ O |       |
| Calanais III   | Cromlech               |                                         | 58° 11′ 35″ N, 6° 41′ 48″ O |       |
| Calanais IV    | Cromlech               |                                         | 58° 10′ 22″ N, 6° 41′ 08″ O |       |
| Calanais V     | Alignement             |                                         | 58° 10′ 06″ N, 6° 40′ 42″ O |       |
| Calanais VI    | Cromlech               |                                         | 58° 10′ 23″ N, 6° 39′ 21″ O |       |
| Calanais VII   | Shieling               |                                         | 58° 10′ 15″ N, 6° 40′ 55″ O |       |
| Calanais VIII  | Alignement             | Alignement semi-circulaire              | 58° 12′ 12″ N, 6° 48′ 08″ O |       |
| Calanais VIIIa | Menhir                 |                                         |                             |       |
| Calanais IX    | Structure mégalithique |                                         |                             |       |
| Calanais X     | Structure mégalithique |                                         | 58° 12′ 04″ N, 6° 41′ 23″ O |       |
| Calanais XI    | Structure mégalithique | Structure de mégalithiques et de cairns |                             |       |
| Calanais XII   | Menhir                 |                                         |                             |       |
| Calanais XIII  | Structure mégalithique |                                         |                             |       |
| Calanais XIV W | Structure mégalithique |                                         |                             |       |
| Calanais XIVe  | Structure mégalithique |                                         |                             |       |
| Calanais XV    | Menhir                 |                                         |                             |       |
| Calanais XVI   | Menhirs                |                                         |                             |       |
| Calanais XVII  | Menhir                 |                                         |                             |       |
| Calanais XVIII | Menhir                 |                                         |                             |       |
| Calanais XIX   | Menhir                 |                                         |                             |       |
| Pobull Fhinn   | Henge                  |                                         | 57° 33′ 52″ N, 7° 16′ 56″ O |       |